# 3013 Dobrovoleva
A 3013 Dobrovoleva (ideiglenes jelöléssel 1979 SD7) a Naprendszer kisbolygóövében található aszteroida. Nyikolaj Sztyepanovics Csernih fedezte fel 1979. szeptember 23-án.